# Canthigaster valentini
Il pesce cofano sellato (Canthigaster valentini (Bleeker, 1853)) è un pesce osseo d'acqua salata appartenente alla famiglia Tetraodontidae.

## Distribuzionee habitat
Questa specie è diffusa nelle barriere coralline dell'Oceano Pacifico e dell'Oceano Indiano, dal Mar Rosso alle coste di Durban, fino al Giappone.

## Descrizione
Presenta un corpo ovoidale, con peduncolo caudale sporgente e muso allungato, con labbra a becco. Le pinne dorsale e anale sono arretrate e simmetriche. Le pinne pettorali sono arrotondate, così come le altre. La pinna caudale è a delta. La livrea è molto interessante: il corpo ha un fondo bianco sporco, con la testa grigio-azzurra, il tutto decorato da pois bruni. Sul dorso compaiono 4 fasce brune fittamente decorate da linee azzurre e rosse, con le due centrali che tendono a scendere verticalmente lungo i fianchi. Le pinne tendono al giallo. 

Raggiunge la dimensione massima di 20 centimetri.

## Comportamento
È un animale sociale, tende a formare grandi banchi di oltre cento individui, spesso con Paraluteres prionurus, ma è decisamente territoriale e mal sopporta le intrusioni dei conspecifici.

## Riproduzione
La riproduzione avviene in ogni periodo dell'anno. I maschi controllano un vasto territorio, con un harem di più femmine, ciascuna controllante un territorio più piccolo all'interno di quello del maschio dominante. Ogni giorno questo si accoppia con una femmina dell'harem diversa e le uova (giallo/arancioni) fecondate esternamente, sono lasciate sprofondare negli anfratti tra le rocce, i coralli e le alghe. La schiusa avviene dopo 4-5 giorni.

## Alimentazione

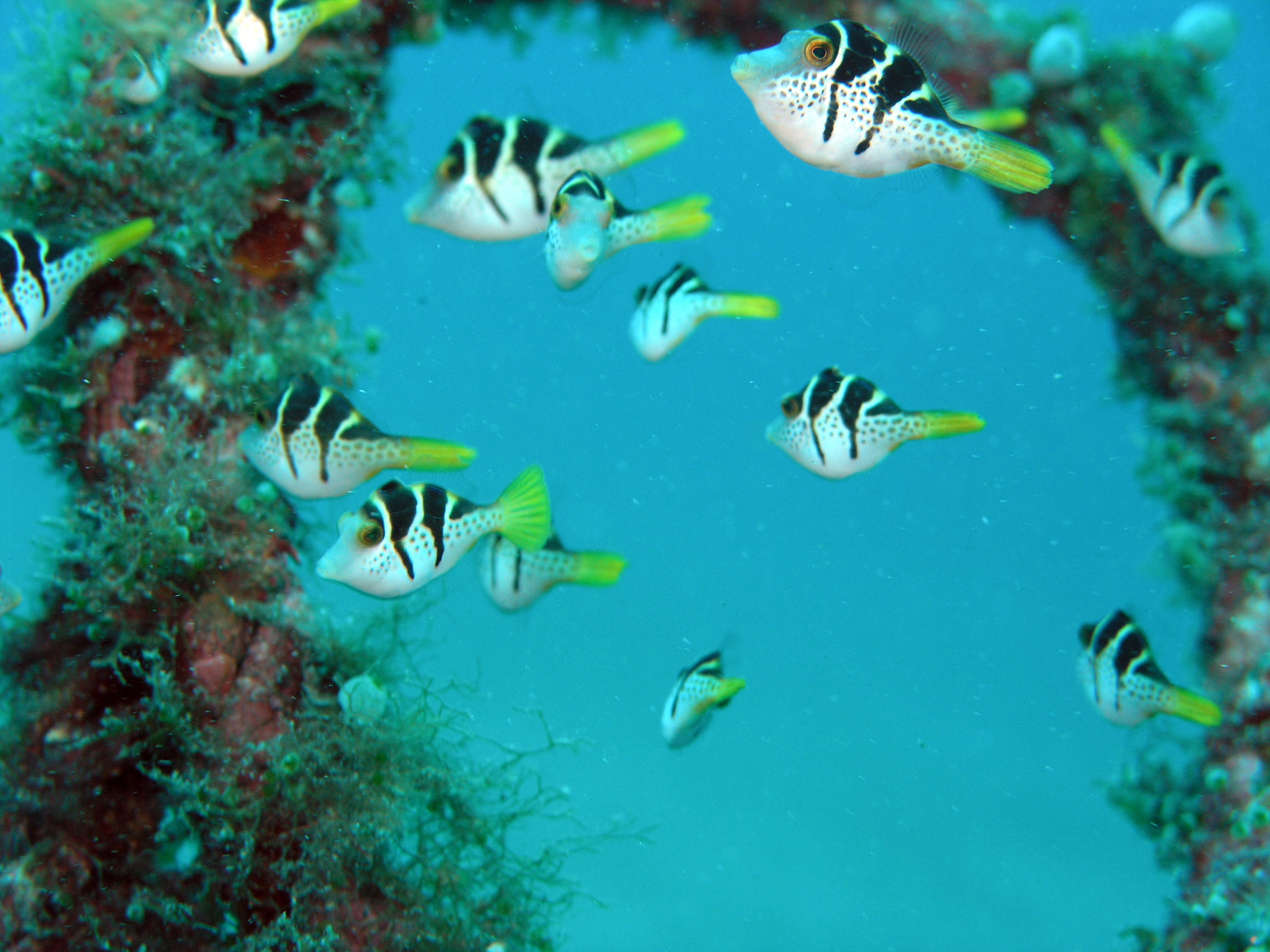
Paraluteres prionurus, l'imitatore

C. valentini si nutre di alghe, spugne, policheti, cnidarie, molluschi ed echinodermi.

## Pericoli per l'uomo
È estremamente velenoso se mangiato. Questa sua caratteristica è conosciuta anche dai predatori, che ne evitano accuratamente la predazione, e da un pesce della famiglia Monacanthidae, Paraluteres prionurus che si è evoluto imitandone forma e livrea per ingannare eventuali predatori. 

## Acquariofilia
Questa specie è allevata dagli appassionati di acquari di barriera ed è commercializzata nei negozi specializzati.